# Фрас, Дамьян
Дамьян Фрас (словен. Damjan Fras; 21 февраля 1973, Любляна, Югославия) — словенский прыгун с трамплина.
Дебютировал на этапе Кубка мира в сезоне 1989/90. Через несколько дней выступил на молодёжном первенстве мира. Вместе с Франци Петеком, Сашей Комовцем и Томажем Кнафлье завоевал бронзовую медаль в командном зачёте. Выступил на Олимпийских играх 1992 года в Альбервиле, заняв 42-е место на большом трамплине.
В сезоне 2000/01 занял пятое место на новогоднем турнире в Инсбруке. На Олимпийских играх 2002 года был 28-м на малом трамлине и 22-м на большом и завоевал бронзовую медаль в командном зачёте.